# Modeste Claire

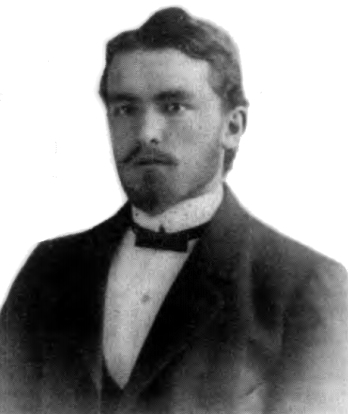
Modeste Claire

Modeste Onésimowitsch Claire, auch Modeste Clerc, (russisch Модест Онисимович Клер; * 26. Dezember 1879jul. / 7. Januar 1880greg. in Jekaterinburg; † 10. September 1966 in Swerdlowsk) war ein russischer Geologe, Paläontologe und Hochschullehrer.

## Leben
Claire war der Sohn des 1862 aus der Schweiz eingewanderten Französischlehrers und Naturforschers Onésime Claire und seiner Frau Natalija Nikolajewna geborene Solotowa. Claire besuchte das Gymnasium in Jekaterinburg mit Abschluss 1898 und half seinem Vater bei dessen Insektensammlung und Herbarium sowie bei den archäologischen Arbeiten und bei den Tätigkeiten für das Museum der Uraler Gesellschaft der Naturkundefreunde.
Claire studierte an der Fakultät für Naturgeschichte der Neuenburger Akademie mit Abschluss 1901, worauf er Assistent am Lehrstuhl für Geologie wurde. 1903 wurde er Kurator der Abteilung für Geologie und Paläontologie des Museums der Stadt Genf und vergrößerte deren Sammlungen. 1904 promovierte ihn die Universität Genf mit seiner Dissertation zur Paläontologie zum Doktor der Naturwissenschaften.
Ab 1907 lehrte Claire an der Universität Kiew und wurde 1908 Kurator des Geologischen Kabinetts. Sein wissenschaftlicher Lehrer war Nikolai Iwanowitsch Andrussow. 1909 wurde er Assistent am Polytechnischen Instituts Don in Nowotscherkassk und Kurator des Geologischen Kabinetts. Ab 1911 leitete Claire das Museum der Uraler Gesellschaft der Naturkundefreunde in Jekaterinburg, deren Mitglied er seit 1901 war. 1913 wurde er daneben Mitarbeiter der Uralabteilung des Staatlichen Geologischen Komitees.
Nach der Oktoberrevolution wurde Claire am Uraler Bergbauinstitut in Jekaterinburg 1918 Dozent und 1919 Professor und Rektor. Ab 1920 war er Professor am Wladiwostoker Polytechnischen Institut und am Uraler Polytechnischen Institut in Jekaterinburg. 1920 wurde er Präsident der Uraler Gesellschaft der Naturkundefreunde (bis 1923).
Im Mai 1923 wurde Claire von der GPU verhaftet und im Januar 1924 der Spionage für Frankreich angeklagt. Er hatte für die französische Regierung aus öffentlichen Quellen einen Bericht über die Platinindustrie im Ural angefertigt, den diese für ihre Verhandlungen mit der sowjetischen Regierung über die Ausbeutung sowjetischer Platinlagerstätten benötigte. Verteidigt wurde er vom Metallurgen Wladimir Jefimowitsch Grum-Grschimailo. Am 14. Februar 1924 wurde Claire vom Gouvernementsgericht statt der Erschießung zu zehnjähriger strenger Isolierung verurteilt. Auf Beschluss des Allrussischen Zentralen Exekutivkomitees wurde er am 8. August 1925 freigelassen. 1926 trat er in die Kommission zur Untersuchung der natürlichen und industriellen Ressourcen der RSFSR ein.
Im Zusammenhang mit dem Industrieparteiprozess gegen Leonid Konstantinowitsch Ramsin und andere wurde Claire 1930 verhaftet und nach Leningrad verbracht. Am 28. Oktober 1931 wurde er für 5 Jahre in den Ural verbannt. Dort lebte und arbeitete er bis zu seinem Tode.
Ab 1933 leitete Claire am Bergbauinstitut in Swerdlowsk den Lehrstuhl für Geodynamik, Hydrogeologie und Ingenieurgeologie. 1936–1937 organisierte er die Abteilung für Allgemeine Geologie in der Ausstellung für den 17. Internationalen Geologenkongress 1937 in Moskau. Aus dieser Ausstellung wurde das Swerdlowsker Geologische Museum. Mit seiner Hilfe wurden die Wasserversorgungsprobleme verschiedener Industriebetriebe im Ural und der Städte Swerdlowsk, Nischni Tagil, Serow, Karpinsk, Tscheljabinsk und Slatoust gelöst. Beim Bau der Uraleisenbahn war er wissenschaftlicher Berater. Er erhielt die Medaille „Für heldenmütige Arbeit im Großen Vaterländischen Krieg 1941–1945“.
Am 1. September 1950 ging Claire in den Ruhestand. Er widmete sich nun der Ortsgeschichte und der Arbeit mit Kindern.
Claire war verheiratet mit Ella Robertowna geborene Erdman (1882–1921) aus Jekaterinburg und hatte zwei Kinder.
Am 10. März 1993 wurde Claire rehabilitiert.